# Kazumasa Uesato
Kazumasa Uesato (上里 一将, Uesato Kazumasa, Hirara, 13 de março de 1986) é um jogador de futebol japonês. Atua no Tokushima Vortis.